# (8241) Agrius
(8241) Agrius ist ein Asteroid aus der Gruppe der Jupiter-Trojaner. Damit werden Asteroiden bezeichnet, die auf den Lagrange-Punkten auf der Bahn des Jupiter um die Sonne laufen.
(8241) Agrius wurde am 19. September 1973 von den niederländischen Astronomen Cornelis Johannes van Houten, Ingrid van Houten-Groeneveld und Tom Gehrels am Palomar-Observatorium (IAU-Code 675) entdeckt. Er ist dem Lagrangepunkt L4 zugeordnet.
Der Asteroid ist nach dem mythologischen griechischen Helden Agrios, König von Kalydon, benannt, einem Sohn des Königs Porthaon und Vater des Thersites, der auf Seiten der Griechen am Trojanischen Krieg teilnahm.